# Italianizm
Ten artykuł należy dopracować:

przedstawiono sytuację tylko z polskiej perspektywy – artykuł powinien być przekrojowy.
Pomóż go poprawić. 
Italianizm – słowo zapożyczone z języka włoskiego.
Włoska moda językowa zapanowała w Polsce w XV wieku i trwała do XVIII. Zjawisko to było związane z pojawiającymi się w Polsce ideami włoskiego odrodzenia i włoskimi rzemieślnikami, kupcami i artystami, którzy działali na terenie Polski (m.in. Bartolommeo Berrecci, Giovanni Maria Padovano). Polacy coraz chętniej wyjeżdżali do Włoch, by tam studiować na uniwersytecie lub po prostu zwiedzić kraj. Włochy były odwiedzane także jako jeden z etapów pielgrzymki do Ziemi Świętej.
Nie bez znaczenia jest fakt, że żoną Zygmunta Starego została właśnie Włoszka – Bona Sforza. To ona w dużej mierze spopularyzowała włoską kuchnię i ogrodnictwo („włoszczyzna”: brokuł, kalafior, sałata, szparagi itd.).. W efekcie język włoski stał się modny w wyższych kręgach społecznych.
Moda ta trwała przez cały XVII wiek i zanikła w XVIII. Zapożyczane słowa dotyczą głównie sztuki kulinarnej, strojów, ogrodnictwa, życia towarzyskiego, sztuki, w mniejszym stopniu życia gospodarczego i wojskowości.
Po II wojnie światowej polszczyzna zapożyczyła z języka włoskiego zaledwie około 40 wyrazów, m.in.: biennale, espresso, impresario, loggia, ortalion.
Obecnie zapożyczenia z języka włoskiego są głównie związane z kulinariami (np. tiramisu, spaghetti, pizza). Liczbę italianizmów we współczesnej polszczyźnie szacuje się na niespełna tysiąc, są w tym niezasymilowane terminy muzyczne (andante, allegro non troppo itp.).

## Przykłady italianizmów w języku polskim
| - akwarela - aria - bandyta - bankiet - belweder | - canelloni - estrada - farfalle - fontanna - fraszka | - kalafior - koloratura - majolika - mascarpone - maszkara | - pastele - ravioli - ricotta - risotto - serenada | - sonata - spaghetti - szpinak - tiramisu - wiolonczela |